# Élection législative de 1993 à Wallis-et-Futuna
Les élections législatives françaises de 1993 se déroulent les 21 et 28 mars 1993. Dans le territoire de Wallis-et-Futuna, un député est à élire dans le cadre d'une circonscription.

## Élus
| Circonscription        | Député sortant | Parti | Parti | Député élu ou réélu | Parti | Parti |
| ---------------------- | -------------- | ----- | ----- | ------------------- | ----- | ----- |
| Circonscription unique | Kamilo Gata    |       | MRG   | Kamilo Gata         |       | MRG   |

## Positionnement des partis
Les candidats d'alliance RPR-UDF et divers droite se présentent sous la bannière de l'Union pour la France et ceux du Parti socialiste derrière l'Alliance des Français pour le Progrès. Par ailleurs, Les Verts et Génération écologie s'unissent sous l'étiquette Entente des écologistes.

## Résultats

### Résultats à l'échelle de la collectivité
| Parti          | Parti                                 | Premier tour | Premier tour | Second tour | Second tour | Sièges |
| Parti          | Parti                                 | Voix         | %            | Voix        | %           | Sièges |
| -------------- | ------------------------------------- | ------------ | ------------ | ----------- | ----------- | ------ |
|                | Mouvement des radicaux de gauche      | 2 600        | 45,82        | 3 066       | 52,41       | 1      |
|                | Alliance des Français pour le progrès | 2 600        | 45,82        | 3 066       | 52,41       | 1      |
|                |                                       |              |              |             |             |        |
|                | Rassemblement pour la République      | 2 148        | 37,86        | 2 784       | 47,59       | 0      |
|                | Union pour la France                  | 2 148        | 37,86        | 2 784       | 47,59       | 0      |
|                |                                       |              |              |             |             |        |
|                | Divers                                | 926          | 16,32        |             |             | 0      |
|                |                                       |              |              |             |             |        |
| Inscrits       | Inscrits                              | 6 618        | 100,00       | 6 611       | 100,00      | 1      |
| Abstentions    | Abstentions                           | 904          | 13,66        | 735         | 11,12       |        |
| Votants        | Votants                               | 5 714        | 86,34        | 5 876       | 88,88       |        |
| Blancs et nuls | Blancs et nuls                        | 40           | 0,7          | 26          | 0,44        |        |
| Exprimés       | Exprimés                              | 5 674        | 99,3         | 5 850       | 99,56       |        |

### Résultats par circonscription
| Candidat       | Candidat                  | Parti          | Premier tour | Premier tour | Second tour | Second tour |  |
| Candidat       | Candidat                  | Parti          | Voix         | %            | Voix        | %           |  |
| -------------- | ------------------------- | -------------- | ------------ | ------------ | ----------- | ----------- |  |
|                | Kamilo Gata sortant réélu | MRG (ADFP)     | 2 600        | 45,82        | 3 066       | 52,41       |  |
|                | Clovis Logologofolau      | RPR (UPF)      | 2 148        | 37,86        | 2 784       | 47,59       |  |
|                | Soane Muni Uhila          | Divers         | 926          | 16,32        | Retrait     | Retrait     |  |
|                |                           |                |              |              |             |             |  |
| Inscrits       | Inscrits                  | Inscrits       | 6 618        | 100,00       | 6 611       | 100,00      |  |
| Abstentions    | Abstentions               | Abstentions    | 904          | 13,66        | 735         | 11,12       |  |
| Votants        | Votants                   | Votants        | 5 714        | 86,34        | 5 876       | 88,88       |  |
| Blancs et nuls | Blancs et nuls            | Blancs et nuls | 40           | 0,7          | 26          | 0,44        |  |
| Exprimés       | Exprimés                  | Exprimés       | 5 674        | 99,3         | 5 850       | 99,56       |  |